# 大衛·羅斯
大衛·韋德·羅斯（英語：David Wade Ross, 1977年3月19日—），為前美國職棒大聯盟的捕手。先前曾待過道奇、海盜、教士、紅人、紅襪、勇士與小熊等隊，曾擔任芝加哥小熊總教練。2013年他在紅襪隊拿下個人第一座世界大賽冠軍，並於2016年拿下個人第二座世界大賽冠軍後宣布退休。

## 職業生涯

### 洛杉磯道奇
1995年選秀，他在第19輪被道奇隊選走，但他沒有簽約而是繼續就讀奧本大學。1998年選秀，他在第7輪再度被道奇隊選走。
2002年6月29日，羅斯登上大聯盟，他代打遭到三振。2002年9月2日，道奇當時以18比0大幅領先響尾蛇，響尾蛇在比賽後段讓一壘手Matt Grace擔任投手。羅斯也面對他擊出生涯首轟，最終道奇19比1贏球。然而道奇陣中有非常多的捕手，因此羅斯並沒有太多的上場空間。
羅斯在道奇隊的前27個打數就擊出6轟，為道奇隊史第三多。

### 匹茲堡海盜/聖地牙哥教士
2005年3月30日，羅斯被交易至海盜隊。他只在海盜隊出賽11場，7月28日就被交易至教士隊，海盜隊換來J. J. Furmaniak。

### 辛辛那提紅人
2006年球季開打前，教士隊將羅斯交易至紅人隊。1月15日，羅斯與紅人簽下2年454萬美元的合約。
2006年球季，羅斯是當時紅人隊上表現最好的捕手。許多球迷都希望球隊把其他捕手交易出去。但是球隊在交易大限前完全沒有任何交易的動作。
2006年11月20日，紅人隊將另一名捕手Jason LaRue交易至皇家隊。然而羅斯在2007年球季初期表現不佳，總計他該季打擊率僅2成03，17轟。
2008年8月10日，羅斯被紅人給指定轉讓。

### 波士頓紅襪
羅斯與紅襪簽下了小聯盟約。 2008年8月22日，羅斯重登大聯盟。8月29日，他成為自由球員。

### 亞特蘭大勇士
2008年12月5日，羅斯與勇士隊簽下2年300萬美元的合約。
2009年球季，他出賽54場，打擊率2成73。2010年7月27日，他與球隊再簽下2年的合約。 2010年，他出賽59場，打擊率2成89為生涯新高。
2011年，羅斯成為球隊的2號捕手，僅次於布萊恩·麥肯。2011年開季，他出賽7場，打擊率3成33，擊出3轟。2012年，他在外卡戰擊出外卡戰史上第一轟。

### 重回波士頓
2012年12月10日，羅斯與紅襪簽下2年620萬美元的合約。做為賈羅德·薩爾塔拉馬基亞的替補。
2013年球季，羅斯經歷了兩次腦震盪，有2個月都待在傷兵名單。但是他在季後賽開打前順利恢復，紅襪在該年世界大賽擊敗紅雀，羅斯拿下生涯第一冠。
2014年球季，羅斯主要擔任喬恩·萊斯特的個人捕手。

### 芝加哥小熊
2014年12月23日，小熊與羅斯簽下2年500萬的合約。
2015年5月9日，羅斯首度以投手身分登板，面對釀酒人隊還投了一局三上三下。 7月26日，他面對費城人再度登板投球，投了一局無失分後還在下個半局擊出全壘打。
2016年5月27日，羅斯擊出生涯第100轟。
2016年世界大賽第七戰，39歲的羅斯擊出全壘打，成為大聯盟世界大賽史上最老擊出全壘打的球員。小熊最終在1勝3敗的情況下演出逆轉，睽違108年拿下世界大賽冠軍。拿下第2枚冠軍戒的羅斯也在球季結束後宣布退休，為自己的生涯畫下完美的句點。

## 教練生涯
在小熊隊喬·梅登分道揚鑣後，羅斯確定接下老東家的總教練。2023年11月6日，羅斯確定被芝加哥小熊開除。

## 總教練成績
| 球隊     | 年       | 正規賽 | 正規賽 | 正規賽 | 正規賽      | 季後賽 | 季後賽 | 季後賽 | 季後賽             |
| 球隊     | 年       | 勝     | 敗     | 勝率   | 排名        | 勝     | 敗     | 勝率   | 備註               |
| -------- | -------- | ------ | ------ | ------ | ----------- | ------ | ------ | ------ | ------------------ |
| 小熊     | 2020年   | 34     | 26     | .567   | 國聯中區第1 | 0      | 2      | .000   | 輸掉國聯外卡系列賽 |
| 小熊     | 2021年   | 71     | 91     | .438   | 國聯中區第4 | –      | –      | .      |                    |
| 小熊     | 2022年   | 74     | 88     | .457   | 國聯中區第3 | –      | –      | .      |                    |
| 小熊     | 2023年   | 83     | 79     | .512   | 國聯中區第2 | –      | –      | .      |                    |
| 小熊總計 | 小熊總計 | 262    | 284    | .480   | –           | 0      | 2      | .000   |                    |
| 總計     | 總計     | 262    | 284    | .480   |             | 0      | 2      | .000   |                    |

## 外部連結
- 球員資訊和成績在MLB，ESPN，Baseball-Reference，Fangraphs（英文）
- 大衛·羅斯的X（前Twitter）